# Represión al corte de ruta hecho por aborigenes

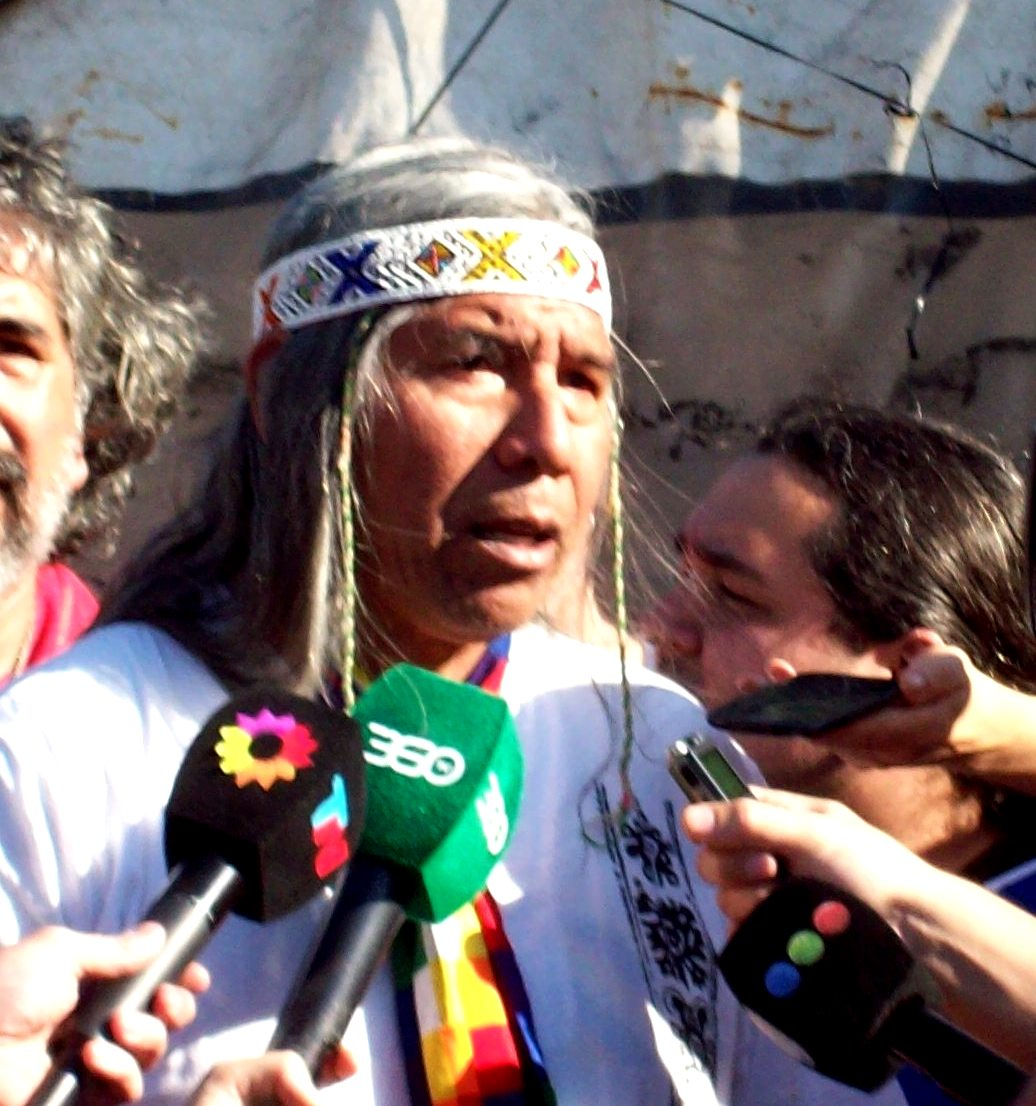
Tras estos acontecimientos, Félix Díaz se convirtió en uno de los mayores referentes por la lucha de los derechos de los pueblos originarios.

La represión al corte de ruta hecho por aborígenes de Argentina ocurrió el 23 de noviembre de 2010, cuando la comunidad Potae Napocna Navogoh realizó un piquete en la Ruta Nacional 86 en la provincia de Formosa, con el objetivo de evitar ser desalojados de sus tierras ancestrales. Se presentó rápidamente un operativo policial que reprimió violentamente la manifestación que hasta ese momento se estaba desarrollando de forma pacífica. Por el enfrentamiento hubo dos víctimas fatales, Roberto López y Heber Falcón, miembro de la comunidad aborigen y oficial de seguridad provincial respectivamente, además de registrarse varios heridos.
Como consecuencia de los incidentes, el qarashé Félix Díaz junto a 23 miembros de la comunidad qom tuvieron que enfrentarse a procesos penales, mientras que en la jurisdicción provincial fueron acusados por delitos de ocupación y usurpación de terrenos. Finalmente en abril de 2012 Díaz sería sobreseído junto a los 23 miembros de la comunidad por falta de pruebas.
Los hechos de violencia generaron una unificación dentro del movimiento aborigen, aunándose en la agrupación Qopiwini que nuclea a los pueblos originarios qom, pilagá, wichi y nivaclé. Desde febrero de 2015, Qopiwini acampa en la ciudad de Buenos Aires en reclamo del cumplimiento de sus derechos. El acampe fue levantado el 6 de diciembre de 2015, luego de acordar una reunión con el presidente Mauricio Macri que se concretó el 17 de diciembre.

## Antecedentes
En 1940 el gobierno Nacional por decreto del Poder Ejecutivo n.º 80.513 dictó que se reservase "la superficie de 5000 hectáreas constituidas por las leguas A y B Sección III de la Colonia Laguna Blanca en el territorio de Formosa (...) para ser ocupada gratuitamente por los componentes de la Tribu del Cacique Trifón Sanabria". En 1985 la provincia de Formosa transfirió en propiedad comunitaria un total de 5187 hectáreas a la Asociación Civil Comunidad Aborigen La Primavera. Para tal acto se basaron en el decreto de 1940. Sin embargo se excluyó de la titulación a las tierras que estaba ocupando la familia Celía. Como "compensación" se decidió incluir en el título de propiedad comunitaria otro sector correspondiente al Parque nacional Río Pilcomayo.

## Corte de la Ruta Nacional 86
El gobernador de Formosa, Gildo Insfrán impulsó en 2010 la construcción de la Universidad Nacional de Formosa y un parque nacional dentro de territorios de la comunidad qom.
El qarashé Félix Díaz junto a otros qom cortaron la ruta Nacional 86 el 25 de julio de 2010 en el departamento Pilcomayo a 5 km de Laguna Blanca en modo de protesta por la edificación del Instituto Nacional que se estaba construyendo en tierras ancestrales de los qom. Pese a que la Constitución Argentina establece el derecho de los pueblos indígenas a sus tierras ancestrales, como también está presente en el Derecho Internacional de los derechos humanos, en donde se reconoce la relación que mantienen este tipo de comunidades con su territorio.
Las obras de construcción fueron interrumpidas, esperando una decisión de la Corte Suprema de Justicia de la Nación. El 23 de noviembre de 2010 mientras Díaz junto a los qom estaban manifestándose por las tierras que reivindicaban como territorios ancestrales, llegaron cinco civiles armados que reclamaron una parte de las tierras a los qom, entre ellos había miembros de la familia Celia con su abogado, quienes escoltados por la policía se acercaron al corte reclamando el cese del mismo. Tras la negativa de los qom, comenzaron los primeros incidentes cuando el abogado ejecutó disparos contra Félix Díaz, pero este resultó ileso gracias a que el caballo en el que estaba montado se asustó y escapo de los disparos. Pedro Celias disparó con una escopeta contra los manifestantes, y pronto la policía comenzó a reprimir la protesta, hubo por lo menos cuatro disparos de escopeta calibre 12.70. Tras el enfrentamiento hubo dos víctimas fatales, Roberto López miembro de la comunidad aborigen y Heber Falcón oficial de seguridad provincial, además de registrarse varios heridos, entre ellos Celestina Toledo, de 65 años herida de bala.
Al día siguiente, el 24 de noviembre Mario López perteneciente a la comunidad pilagá falleció al ser atropellado en Estanislao del Campo (provincia de Formosa), mientras viajaba al sitio del corte para repudiar los actos de violencia de las fuerzas del orden. La comunidad Potae Napocna Navogoh denunció que el hecho se trató de un asesinato por parte de un policía que investigaba a los manifestantes en el marco de un operativo de inteligencia.
El 24 de marzo de 2015 nuevamente un corte en la ruta 81 fue violentamente reprimido por la policía.

## Consecuencias
Como consecuencia de los hechos del 23 de noviembre de 2010, Félix Díaz junto a 23 miembros de la comunidad qom  tuvieron que enfrentarse a procesos penales, mientras que en la jurisdicción provincial fueron acusados por delitos de ocupación y usurpación de terrenos. El abogado defensor de Díaz, del CELS argumentó que la fiscalía desoyó las pruebas presentadas por Díaz, mientras que solo había aceptado los testimonios brindados por los policías. En abril de 2012 Díaz fue sobreseído junto a los 23 miembros de la comunidad por falta de pruebas. En noviembre la Cámara de Apelaciones de Resistencia retiró los cargos contra Díaz y Amanda Asikak en relación con el corte de ruta, los jueces argumentaron que esa había sido la única medida de protesta que los aborígenes tenían a su disposición.
Los hechos de violencia generaron un acercamiento entre los líderes del movimiento aborigen, unificándose bajo la agrupación Qopiwini que nuclea a los pueblos originarios qom, pilagá, wichi y nivaclé. Desde febrero de 2015 Qopiwini acampa en la ciudad de Buenos Aires en reclamo del cumplimiento de sus derechos, en su último comunicado dicen:

"... respeto a nuestro derecho a la Autodeterminación; la participación, consulta, el consentimiento libre, previo e informado en todos los asuntos que nos conciernen, sobre toda acción o decisión que afecte el uso y goce de nuestras tierras y recursos naturales, y además, sobre cualquier medida de carácter administrativo, legislativa o judicial que nos afecte".
Qopiwini.